# 堯天義久
堯天 義久（ぎょうてん よしひさ、1921年5月24日 - 2013年1月20日）は、日本の建築学者。専門は建築構造学。第8代神戸大学学長、第3代大学入試センター所長を務めた。

## 来歴
香川県観音寺市出身。1939年、愛媛県立三島中学校（現・愛媛県立三島高等学校）卒業。1941年、徳島高等工業学校（現・徳島大学工学部）機械工学科卒業。
1942年に東京工業大学（のちの東京科学大学）附属高等工業教員養成所建築学科に入学。1944年に卒業し、同年9月に神戸工業専門学校（現・神戸大学工学部）に着任する。
1947年、神戸工業専門学校教授。1951年、神戸大学助教授。1959年、東京工業大学工学博士。
神戸大学教授を経て、1981年から1985年まで神戸大学学長を務め、神戸大学名誉教授の称号を受けた。
1985年から1988年まで大学入試センター所長を務める。
1990年、神戸市人事委員会委員。1994年、勲二等旭日重光章受章。
1995年には、阪神・淡路大震災に見舞われた神戸市の復興計画審議会会長となる。
2013年1月20日、老衰により死去。91歳没。

## 賞歴
- 1991年度神戸市文化賞[19]。
- 1993年度西宮市民文化賞[20]。